# Kolozsvár várfalai és bástyái

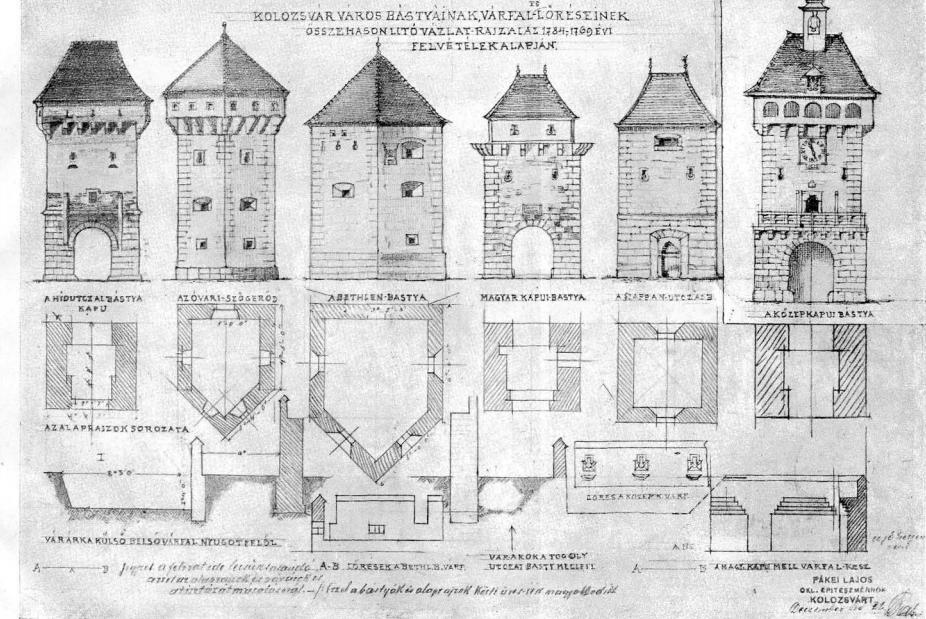
Pákey Lajos rajza Kolozsvár bástyáiról és várfal-lőréseiről

Kolozsvár várfalai és bástyái középkori eredetűek. Az első vár, amelynek helye vitatott, valószínűleg a 10. században épült és a tatárjáráskor elpusztult. A második, úgynevezett Óvárat a betelepített szász hospesek emelték a 13. század második felében, a harmadik vár a 15. században épült. Az egyes bástyák védelme és javíttatása a városi céhek feladata volt, de szükség esetén a város is részt vett a költségek viselésében; súlyosabb károk esetén különadók kivetésére került sor. A vár többször is szerepet kapott a 14–17. század háborúiban, majd a 18. században a fellegvári erődítmény felépülésével elvesztette harcászati jelentőségét. A 19. század során a várfalak és bástyák nagyobb részét elbontották, az építőanyagot a város különböző építkezéseinél használták fel. A régi várból mindössze egy, az újabb várból öt bástya maradt fenn.
Az Óvár illetve az új vár maradványai a romániai műemlékek jegyzékében a CJ-II-a-A-07241 illetve CJ-II-a-A-07242 sorszámon szerepelnek.

## Építéstörténet

### Palánkvár
A vár első említése 1173-ból maradt fenn, abban az értelemben, hogy Tamás klusi várispán aláírása szerepel egy Kaba nevű birtokos végrendeletén. A régészeti ásatások nyomán feltételezhető, hogy ez a palánkvár a 10. században épült, de építésének pontos idejéről nem maradtak fenn írásos források. A vár korábbi elméletek szerint az Óvárnak nevezett területen, az újabb kutatások szerint azonban Kolozsmonostoron állt, és a tatárjárás során elpusztult. Benkő Elek hipotézise ötvözi a kétféle megközelítést: eszerint először a kolozsmonostori vár töltötte be a megyeközpont szerepet, majd a bencés apátság megalapításával funkcióját az Óvár területén feltételezett erődítmény vette át. Benkő elmélete ellen szól, hogy az Óvár területén több helyen is folytattak régészeti kutatásokat, de 11. századi erődítés nyomára nem bukkantak.

### Óvár
A 13. század második felében a betelepített szász hospesek építették fel az Óvár területén a hét hektárnyi területű, szabálytalan téglalap alaprajzú kővárat, négy sarkán egy-egy toronnyal. Az északi és a nyugati várfal a hajdani római falakra épült; ennek nyoma jól látható a Bástya (Constantin Daicoviciu) utca 15. szám alatti épület udvarán, illetve a Ion Luca Caragiale parkban. Az építkezésnél gyakran használtak római kori faragott köveket és téglákat. A várfalak előtt a déli és a délkeleti oldalon vizesárok biztosította a védelmet. Egy 1737-ben kelt leírás szerint „Az Ó-várba hajdon két nagy kapun s ugyan annyi kis kapun vagyis ajtón lehetett bejutni, melyek közül az északi nagy kapu és kis ajtó ma kővel és mészszel berakva áll, csak alattok van nyílás hagyva, hogy a vár egy részéből egybegyűlő víz kifolyhasson. A délre nyiló kapu, valamint a kelet-déli kis kapu csak lóháton és gyalog való bejárásra alakítva át, ma is nyitva áll. Az utóbbi kis ajtó felett egy ötödik kerek torony emelkedett.”
A régi vár falai nyomokban megtalálhatók az Unió utca északi házsorának tűzfalaiban, a Malom utcában a Műszaki Egyetem alagsorában, a Bartha Miklós (Emil Isac) utcában, a George Barițiu Főgimnázium udvarán, a Híd (Wesselényi, Gh. Doja, Regele Ferdinand) utca 7., 23., 25. számú házak udvarán, a Bocskai (Sextil Pușcariu) utca 8–10. számú házak udvarán, a Ferenc-rendi templom sekrestyéje mögött, illetve a Szentlélek (Virgil Fulicea) utca 1., 3., 21., 23. számú telkeinek végében. 1967-ben, a telefonpalota építésekor az Óvár északi falának 13 méternyi darabját ásták ki. 2001-ben Bocskai István szülőházának (Mátyás király utca 4.) pincéjében a régészeti ásatások a várfal alapozását tárták fel.
A négy torony közül három beépült az újabb várba, a negyedik a város tömlöce lett, ahol tizennyolc rabot tudtak elhelyezni. Utóbbit Torony néven ismerik, és ez a város legrégebbi épülete, egyben a román kori építészet egyetlen fennmaradt kolozsvári emléke, a Fő tér 25. számú házának udvarán látható. Falán a rabok által írt feliratok olvashatók, a legrégebbi az 1600-as évekből származik. Bejárata felett egy emléktábla az 1821-es felújítást örökíti meg.

### Új vár

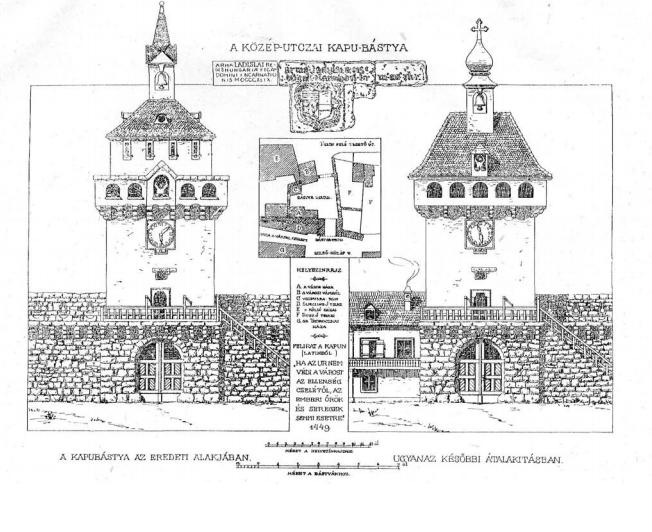
A Közép-kapu bástyája; Pákey Lajos rajza

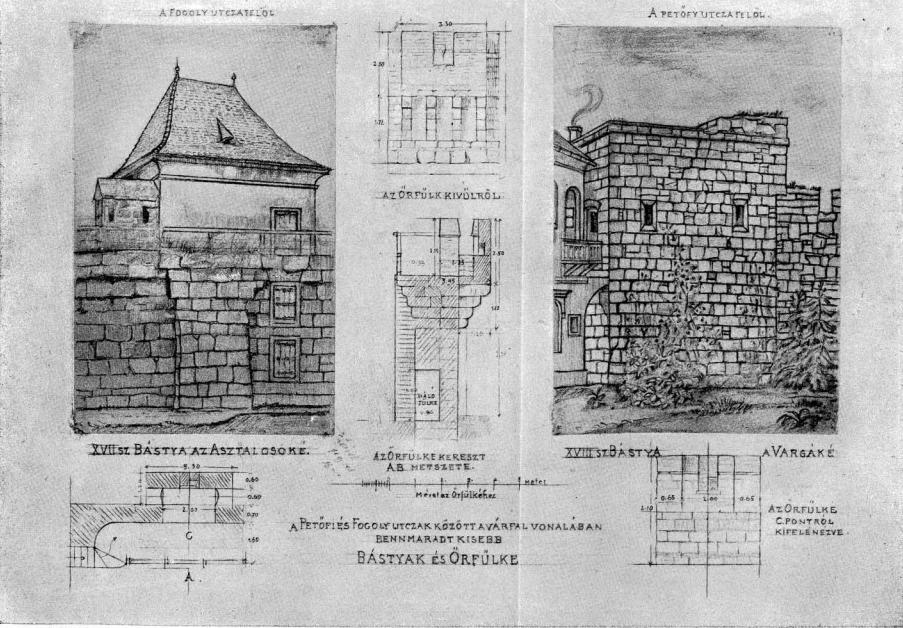
Az asztalosok illetve a vargák bástyája; Pákey Lajos rajza

A szabad királyi város rangra emelkedéssel, Luxemburgi Zsigmond 1405. július 2-án kibocsátott oklevelével Kolozsvár engedélyt kapott, hogy a várost bástyákkal megerősített védőfalakkal vegyék körül. Az akkoriban három-négyezer főnyi lakosság feltehetően csak lassan haladt az építkezéssel; erre utal az egyik kapubástyán V. László címere, illetve két másikon az 1476-os és 1477-es évszám. Az 1470-es évek végére elkészült új vár területe körülbelül 45 hektár, azaz hétszer akkora volt, mint a régié, a falak három kilométer hosszúságban övezték a várost. A falakat 18 torony és négy bástya erősítette, három kapuját a vizesárok feletti felvonóhídon lehetett megközelíteni. A megfelelő védhetőség érdekében a várfalakhoz tilos volt belülről épületeket hozzáépíteni. A Báthori fejedelmek és Bethlen Gábor korában a várfalakat és bástyákat kijavították, illetve megerősítették.
A Szappany utcai bástya Szamos felőli oldalán a következő latin felirat állt: FORTIOR EST QVI SE QVAM QVI FORTISSIMA VINCIT MOENIA NEC VIRTVS ALTIVS IRE POTEST, azaz Erősebb az, aki magát, mint aki vastag falakat győz le, ennél feljebb erény nem juthat. Az egykor közismert anekdota szerint amikor egy erdélyi főúr Franciaországban járt, I. Napóleon többek között megkérdezte tőle a Szamosra nyíló bástya feliratát. Mivel a főúr nem tudott válaszolni, a császár azt tanácsolta neki, hogy amíg nem tudja, amit saját hazájáról tudni illik, addig ne utazzék külföldre.
A tornyokat és bástyákat az egyes céhek védték, és a karbantartásról is ők gondoskodtak. Ez a kötelezettség írásban is megjelenik Izabella királyné egy 1558-ban kelt kiváltságlevelében, amelynek értelmében a mesteremberek kötelesek voltak a kapukat és falakat őrizni, a hajítógépeket és az ágyúkat saját költségükön lőszerrel ellátni, háború idején a falakra őröket állítani: „háborúság idején minden mester a Tornyokban vigyázzon, kit hova rendelnek és mire bíznak… illendő hűséggel.” A céhek évente legalább egyszer ellenőrizték a bástyák állapotát, és leltározták az ott tárolt eszközöket. A céhek szabályzatában részletesen is megjelenik a feladatok felsorolása és az anyagi fedezet megteremtésének módja; például a szabók 1561-ben kiadott szabályzata szerint a céhbe belépőknek 6 forintot kellett fizetni, hogy „a tornyot puskaporral, golyóbissal, szerszámokkal” elláthassák, illetve egyes büntetések összegét is a „Torony segítségére”, illetve „Torony szükségére” költötték. A tornyokban tartott puskaport részben a város biztosította. A legbefolyásosabb céh a mészárosoké volt, ezért ők adták a város főkapujának az őrségét, és ők gondozták a Mészárosok tornyának nevezett legnagyobb bástyát.

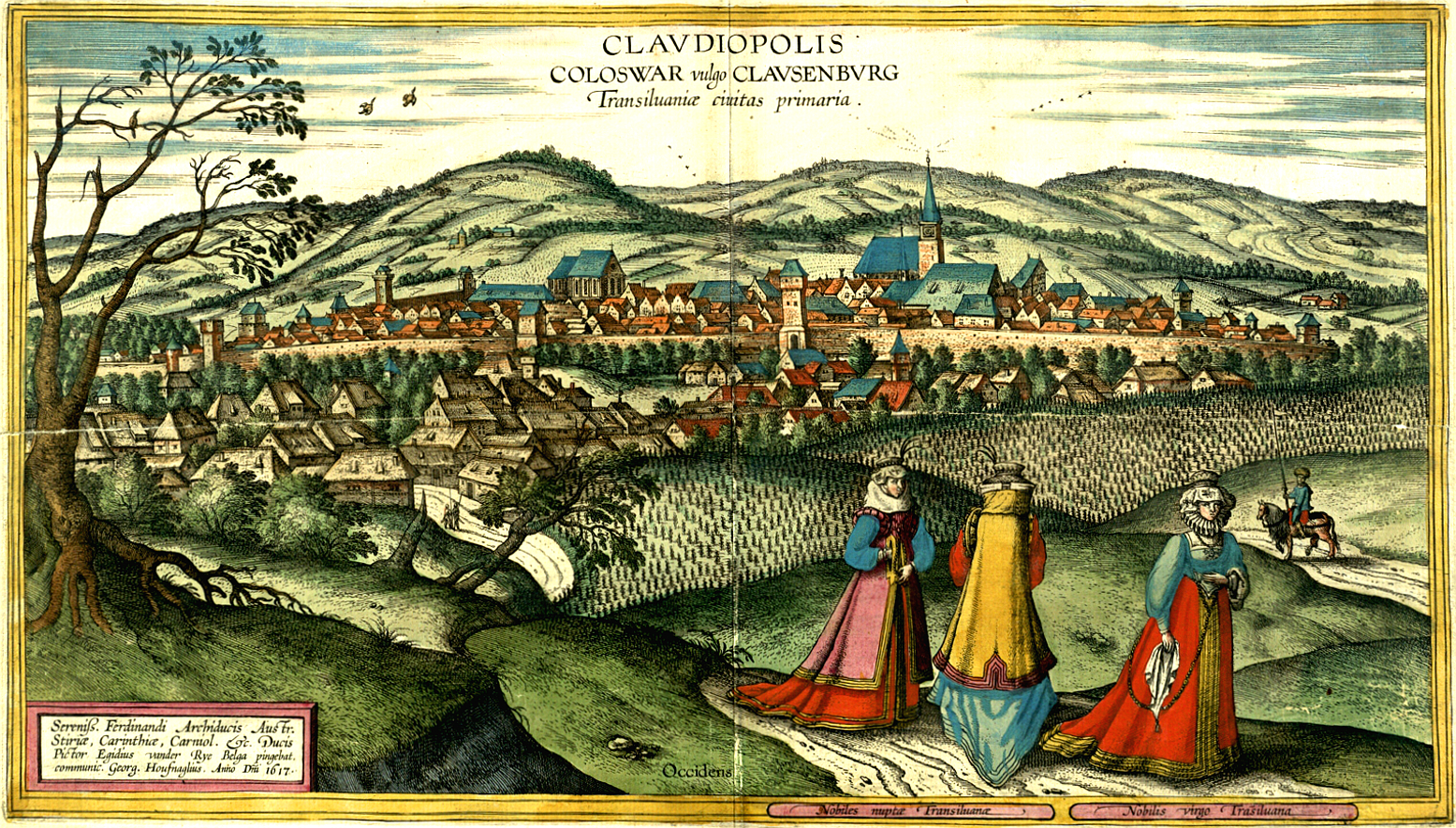
Kolozsvár látképe 1617-ből (Georg Hufnagel)

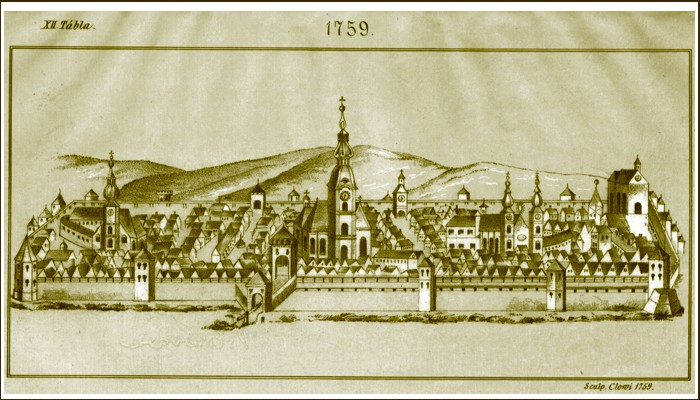
Kolozsvár falai és bástyái 1759-ben (Szakál János)

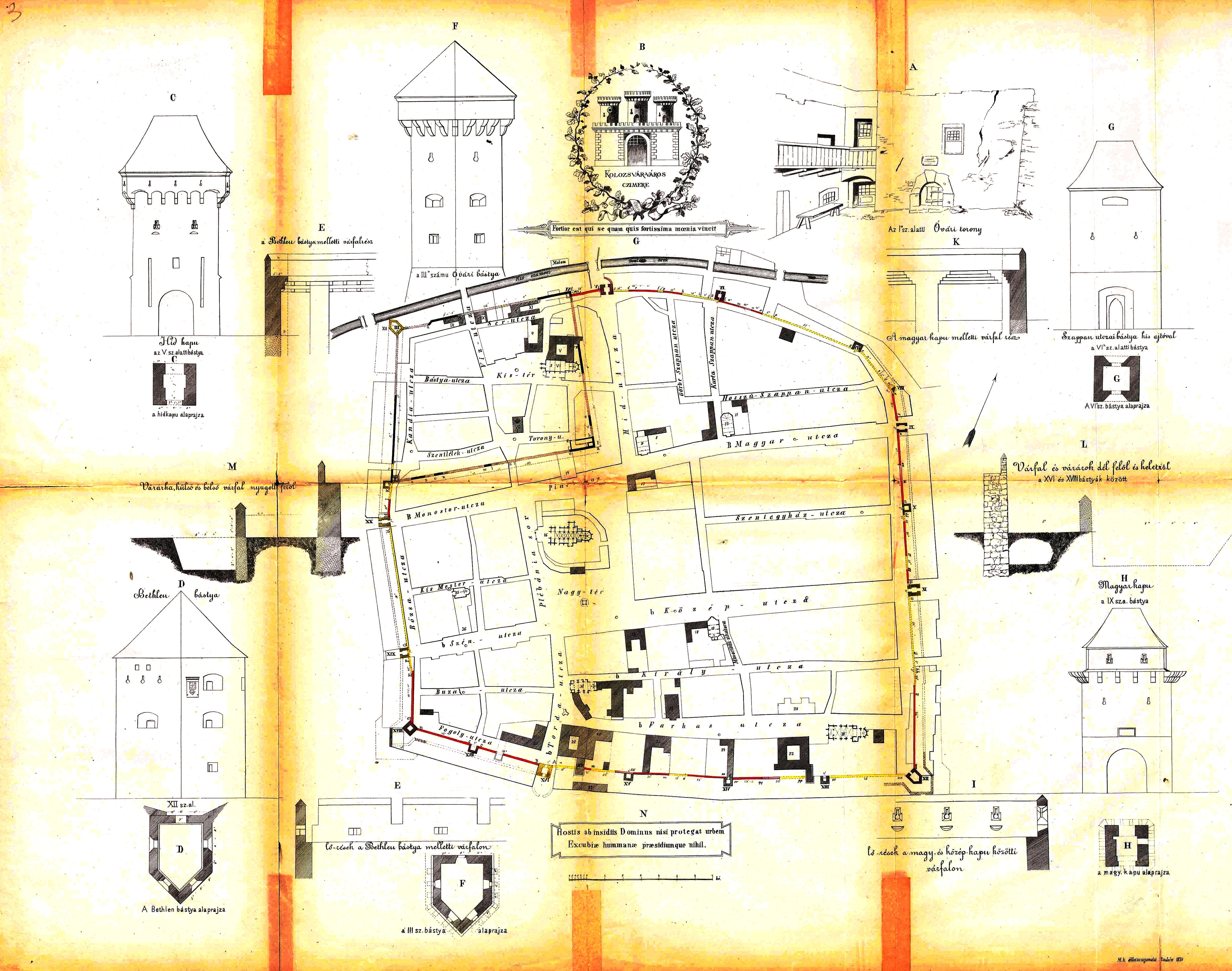
Jakab Elek rajza Kolozsvár várfalairól, 1870

A várfalak állapotának felmérésére és megerősítésére a százférfiak gyűlésének 1606. szeptember 12-ei határozatát követően került sor. Amennyiben az egyes céhek nem tudták önerőből állni a megerősítés költségeit, a város a kolozsi sóbánya jövedelméből segítette ki őket. 1611. május 5-én a falak és tornyok további megerősítéséről döntöttek; ezt különadóból finanszírozták. 1629-ben Bethlen Gábor költségén újjáépítették a felrobbant Szabók bástyáját; további javítások történtek I. Rákóczi György uralkodása alatt (1630–1648), illetve II. Rákóczi György idején. Az 1655. április 3-i nagy tűzvész során tíz torony károsodott; ezek kijavítására a következő évben került sor. A javítás költségeit különadó kivetésével fedezték: „a város falaiban levő, tűz miatt megromlott tornyok megépítésére egyéb jövedelem hiányában egy vonásra 2 forintot rótt ki, a telekiekre 25 forintot; meghatározta, hogy ebből magát senki ki ne vonja: sem birák, tanácsbeliek és szabadosok, az egyházi szolgákon, papokon s mestereken kivül, akár égett, akár nem-égett legyen, se a pénz semmi egyébre ne fordíttassék.”
1660 után, Kolozsvár végvárrá válásakor, országos őrséget helyeztek el a városban, amelyet 1687-től I. Lipót csapatai váltottak fel. A kincstár igyekezett a várossal megfizettetni a bástyák és várfalak javíttatásának költségeit, amit azonban a város egyre inkább tehernek érzett. A 18. században a fellegvári erődítmény felépülésével a várost övező fal és bástyák elvesztették harcászati jelentőségüket, ezért állapotuk romlásnak indult. 1730. december 25-én kelt rendeletében a kormányzó gróf Kornis Zsigmond többek között arra figyelmeztette a városi tanácsot és a város lakosságát, hogy „A mesterségeket űző céhekben a céhbe álláshoz teljesitni szokott pénzfizetéseket, miket azelőtt részint a város kőfalai, bástyái építésére, részint a közszükségekre gyűjtöttek és adtak a céhek, most a mint köztudomásban van, a céhbeli vének különböző címek alatt elköltik.” Amikor 1790-ben Kolozsvár az Erdélyi Főkormányszék székhelyévé vált, és az 1798-as tűzvészt követően a városban új lendületet kaptak az építkezések, elkezdődött a várfalak bontása, részben a hely felszabadítása, részben pedig az építőanyag hasznosítása végett. A falak melletti területet felparcellázták, az építőanyagot a város odaajándékozta más építkezésekhez. Így például a 19. században a Szabók bástyájától kiinduló 120 ölnyi hosszú várfal köveit a külső református templom építésére, a Monostor és Szén utcai kapuk közötti várfal anyagát a Szent Mihály-templom új tornyához használták fel, a minorita templom építéséhez pedig a Fazekasok tornya szolgáltatta az anyagot. 1841. november 11-én mindenesetre a város figyelmeztetést kapott a tróntól, hogy a várfalak kőanyagából a faragott és feliratos köveket meg kell őrizni a város közönségének. Az 1860-as években bontották le a Középkapu tornyát, az Ötvösök tornyát és a Hídkapu tornyát, noha ez utóbbi kettő megmaradása érdekében a Magyar Történelmi Társulat is szót emelt.
A 20. századra jórészt csak a vár déli falaiból és bástyáiból maradtak meg viszonylag ép részek. A legjobb állapotú a Farkas utca végén található (utóbb Bethlen-bástyának nevezett) Szabók bástyája; ebben a 2007 és 2009 közötti felújítást követően városi művelődési központot létesítettek. Három kisebb bástya található a Petőfi (Avram Iancu) utcában: a Vargák bástyája, a 15. századinak feltételezett Asztalosok bástyája, és a valószínűleg 16. századi Kőműves-bástya. A déli várfal maradványai a Fogoly (Potaisa) utcában láthatóak.
A város kapui közül egyedüliként a város északi falát védő, 1574-ben épült Szappany utcai kis kapu, más néven Takácsok tornya maradt fenn, amelyet a 19. században tűzoltótoronnyá építettek át.
2019-ben egy útfelújítás következtében rábukkantak a Híd utcai kaputorony nyugati fala alapjainak részeire.

## Kapuk és bástyák listája
| Sorszám Jakab E. térképén | Megnevezés                                              | Hely                                                                                | Gondozó céh                                                        | Építés ideje            | Lebontás ideje         |
| ------------------------- | ------------------------------------------------------- | ----------------------------------------------------------------------------------- | ------------------------------------------------------------------ | ----------------------- | ---------------------- |
| XVII.                     | Asztalosok tornya (Búzás bástya)                        | Petőfi (Avram Iancu) utca 9. számú ház udvara                                       | asztalosok                                                         | 15. század              | fennmaradt             |
| I.                        | Csonka torony (Torony)                                  | Fő tér 25. számú ház udvara                                                         |                                                                    | 13. század második fele | fennmaradt             |
| X.                        | Fazekasok tornya                                        | Szentegyház (Iuliu Maniu) utca végén                                                | fazekasok                                                          |                         | 1840 körül             |
| V.                        | Hídkapu tornya (Lakatosok tornya)                       | Híd (Wesselényi, Gh. Doja, Regele Ferdinand) utca, kb. a mai főposta bejárata előtt | lakatosok                                                          | – 1477                  | 1870–1872              |
| II.                       | Kandia utcai bástya (Kovácsok bástyája)                 | Az Óvár délnyugati saroktornya, a Monostor-kaputól 20 méterre                       | kovácsok                                                           | 13. század második fele | 1796                   |
| VIII.                     | Kerek torony (Kiskerek bástya)                          | Hosszú Szappany utca végénél                                                        | második céhbeli (hátulsó székbeli) mészárosok                      |                         | 1817                   |
|                           | Kőműves bástya (Kőművesek tornya)                       | Petőfi (Avram Iancu) utca 27.                                                       | kőművesek és kőfaragók                                             | 16. század              | fennmaradt             |
| XI.                       | Középkapu tornya (Mészárosok bástyája)                  | Közép utca vége                                                                     | első székbeli mészárosok                                           | – 1449                  | 1849–1850. április 15. |
| IX.                       | Magyar-kapu (Kádárok tornya)                            | Magyar utca, kb. a mai megyeháza északnyugati sarka előtt                           | kádárok                                                            |                         | 1872. november         |
| XX.                       | Monostorkapu                                            | Belső-Monostor (Unió, Memorandumului) utca végében                                  | szűcsök                                                            | 1405 után – 1476        | 1843                   |
| VII.                      | Olaszfokos bástya                                       | a vár északkeleti részén, a Hosszú-Szappany utca végétől északra                    | kerekesek, később szappanosok, kupások, üstgyártók és nemezgyártók |                         | 1817                   |
| III.                      | Ötvösök tornya (Aranymívesek tornya, Puskaporos bástya) | az Óvár északnyugati sarokbástyája helyén                                           | aranyművesek és ötvösök                                            | 13. század második fele | 1858                   |
|                           | Posztócsinálók tornya                                   | Egyetem utca, a BBTE jogi karának udvara                                            | posztócsinálók                                                     |                         | fennmaradt             |
| XII.                      | Szabók bástyája (Bethlen-bástya)                        | a vár délkeleti sarka                                                               | szabók és posztónyírók                                             | 15. század              | fennmaradt             |
| VI.                       | Szappany utcai kis kapu (Takácsok tornya)               |                                                                                     | takácsok                                                           | 15. század              | fennmaradt             |
| XIX.                      | Szén utcai kapu (Csizmadiák tornya)                     | Széna (Belső-Szén, Jókai, Napoca) utca végében                                      | csizmadiák                                                         |                         | 1831                   |
|                           | Szíjgyártók tornya                                      | déli falszakasz                                                                     | szíjgyártók                                                        |                         | 19. század vége        |
| XIII.                     | Tímárok tornya                                          | a déli falszakaszon, a református kollégium délkeleti sarka körül                   | tímárok                                                            |                         | 1811 körül             |
| XVI.                      | Torda-kapu (Csiszárok bástyája)                         | Torda (Egyetem) utca vége                                                           | csiszárok és késcsinálók, utóbb a tölcséresek                      |                         | 1841                   |
| XVIII.                    | Vargák tornya (Vargák bástyája, Bogdánffy-bástya)       | Petőfi (Avram Iancu) utca 1. / Majális (Republicii) utca 7.                         | vargák                                                             |                         | fennmaradt             |
| IV.                       | ??                                                      | Az Óvár északkeleti saroktornya                                                     |                                                                    | 13. század második fele |                        |

## Hadtörténet

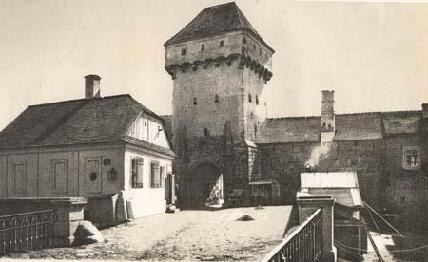
A Hídkapu, előtte a Malomárok hídja; Veress Ferenc felvétele az 1860-as évekből

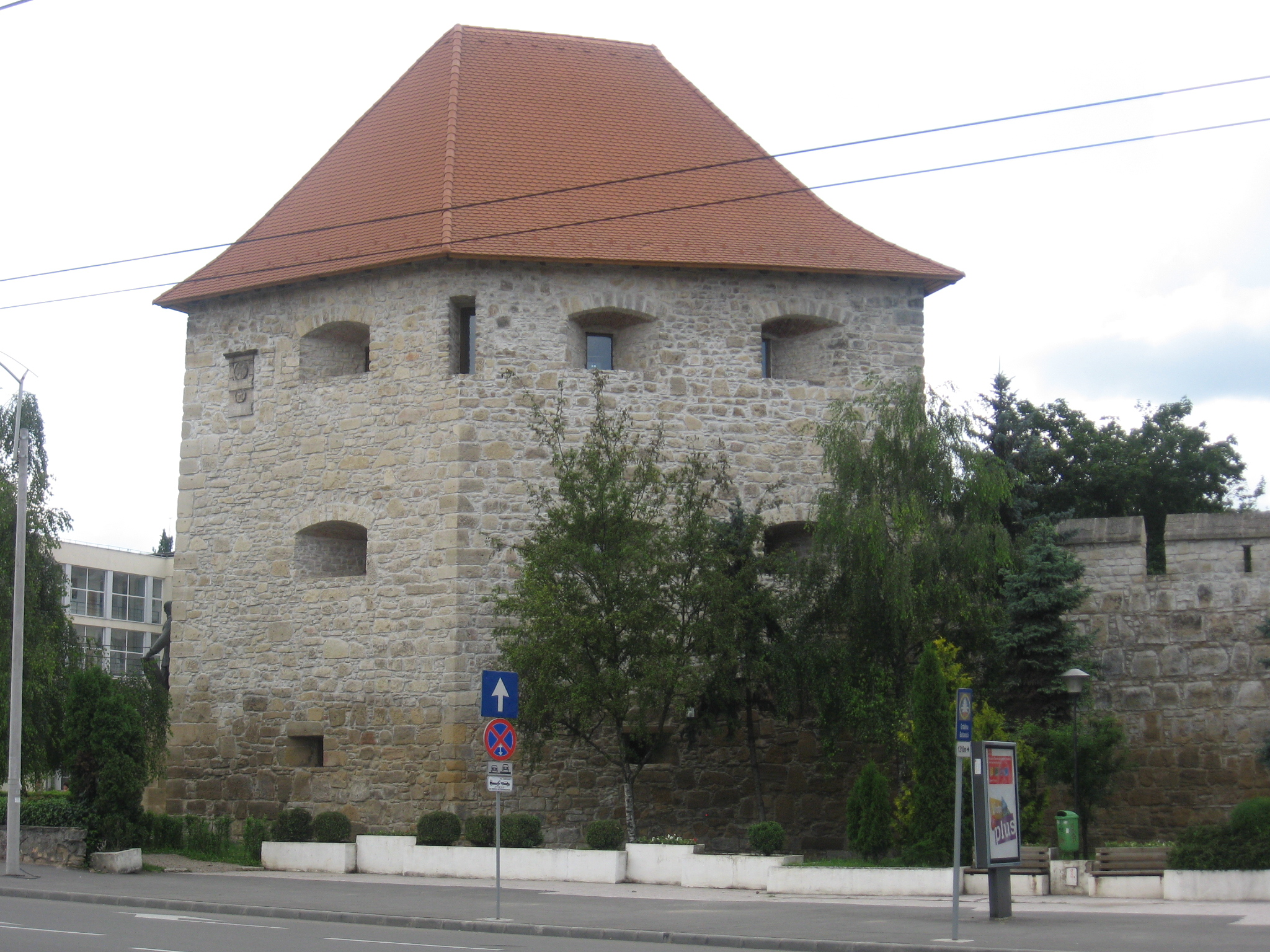
A szabók bástyája

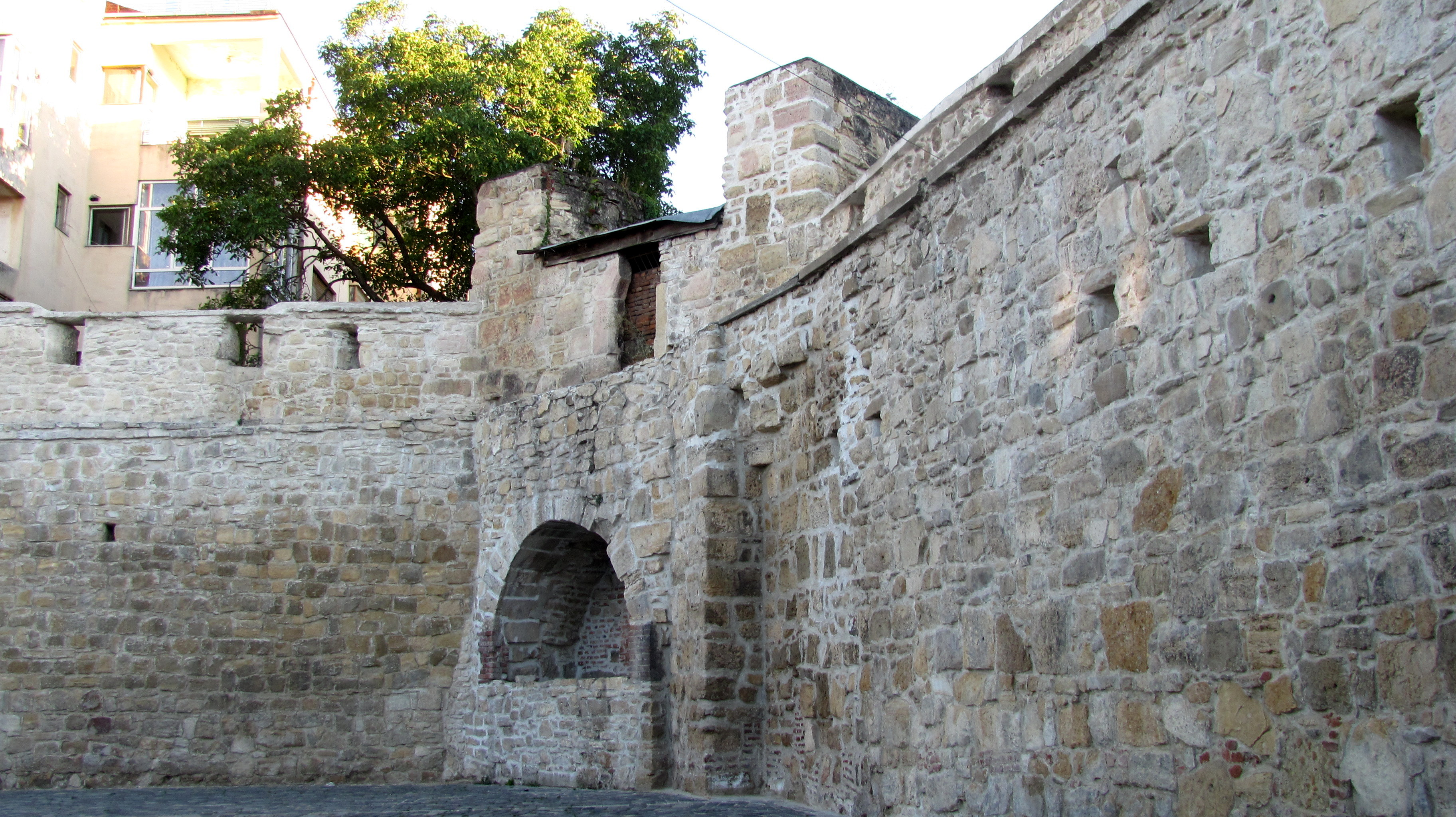
Vargák tornya (bástyája)

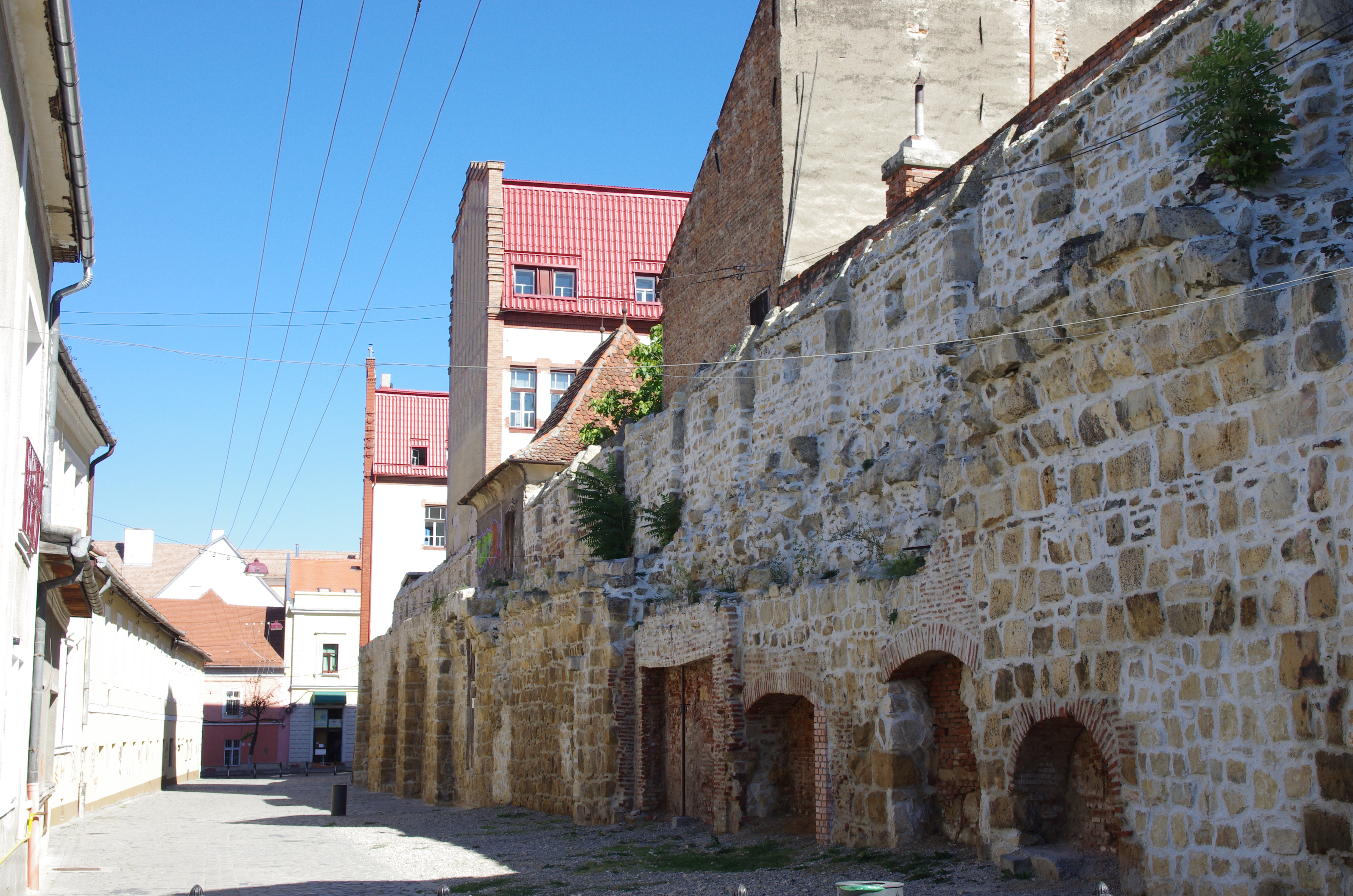
A déli várfal maradványa a Fogoly (ma Potaisa) utcában, középen a posztócsinálók tornyával

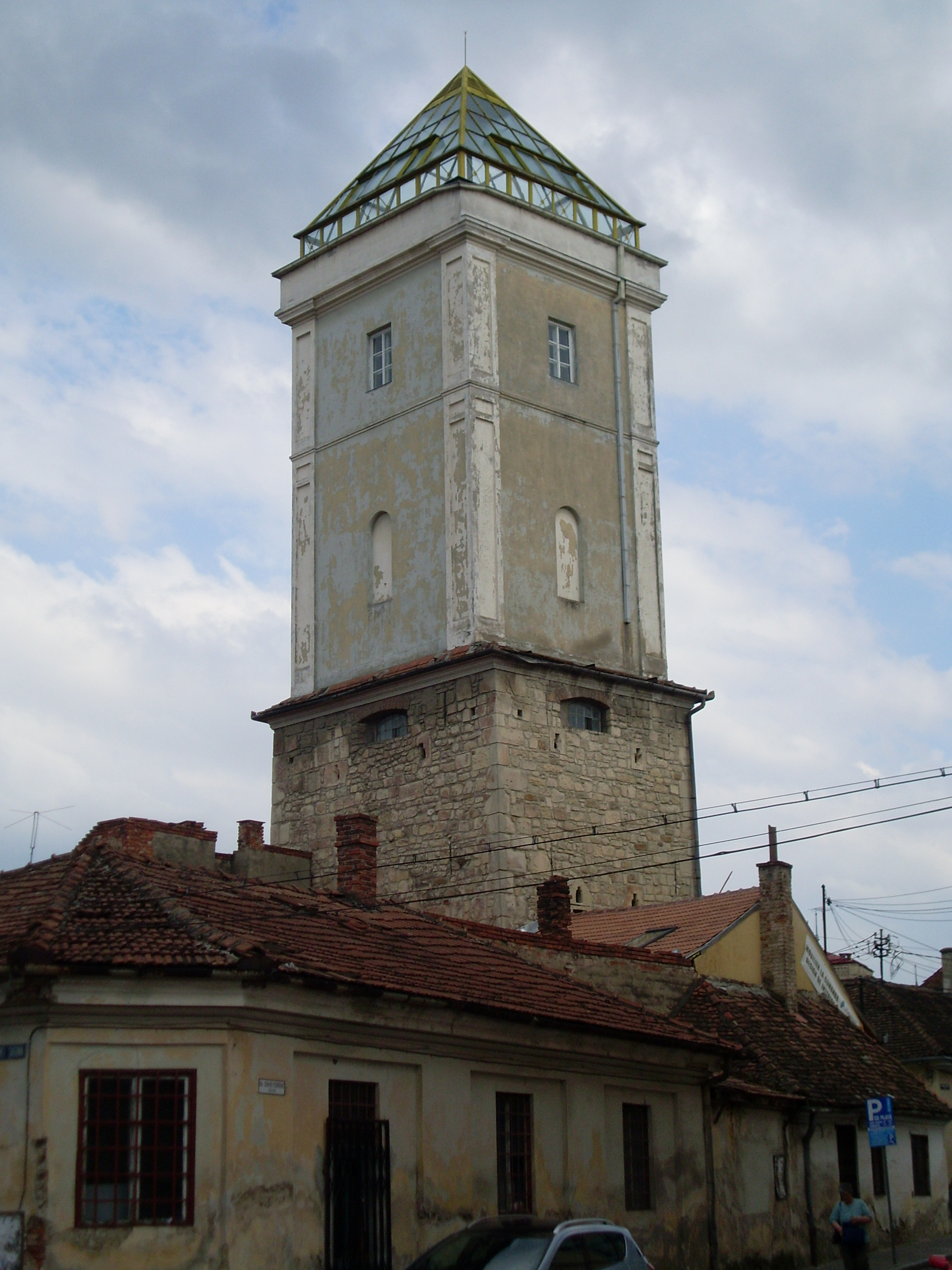
A takácsok tornya

A Budai Nagy Antal-féle felkelés során a várost ostromló sereg 1438. január 9-én elfoglalta Kolozsmonostort, és feltehetőleg nem sokkal utána a várat és a várost is, amelyet hadműveleti támaszpontnak használtak. Arra nézve nem maradt fenn korabeli írásos dokumentum, hogy a vár átadása önkéntes volt-e; a történészek azonban ezt feltételezik, mivel közvetlenül ez után felség elleni vétkekért elvesztette kiváltságait és királyi városi státusát.
1514-ben Dózsa György seregei Kolozsvár alatt táboroztak le, azzal a céllal, hogy a várost meghódítva azt támaszpontként használhassák. A felkelők ellen a várban és a város határában egyaránt folyt a csata. A város bírája a parasztsereg elfogott kapitányait Zápolya János erdélyi főparancsnokához, Thornalyai Jánoshoz küldte megbüntetésre. Mivel eddigre Kolozsvár erődítése készen állt, Zápolya a várat hadseregének fő állomáshelyévé tette.
Az önálló Erdély kialakulásakor Kolozsvár elvesztette azt a kiváltságát, hogy polgárai nem voltak kötelesek hadba vonulni: az 1542. március 29-i tordai országgyűlés határozata szerint a város „a háború tartamáig köteles 50 puskás gyalogot tartani s ha a szükség kívánja, polgárainak két része hadba menni, harmada város őrizetére maradván.”
1551. június elején I. Ferdinánd vezére, Giovanni Battista Castaldo elfoglalta a várost, és német és spanyol katonákból álló néhány ezer fős hadseregét részben itt táboroztatta le. 1552-ben Helfenstein csapatparancsnok vezetésével újabb német katonaság látogatta meg, akik a Szabók bástyájánál fellázadtak a több havi ki nem fizetett zsold miatt, és azzal fenyegetőztek, hogy addig tartják elfoglalva Kolozsvárt, amíg ki nem elégítik követeléseiket. A városi tanács őröket állított a falakra, és segítséget kért a Torda alatt táborozó országgyűlési rendektől, akik megrohamozták és leverték a lázadó német zsoldosokat. Castaldo kivégeztette a lázadók vezéreit, majd 1552. július 27-én seregével együtt elvonult a városból. A megrongálódott bástyát a város hozatta helyre.
Az 1562. január 15-i gyulafehérvári országgyűlés János Zsigmond fejedelem előterjesztésére közfelkelést rendelt el a fejedelmet eláruló Balassa Menyhért megtámadására. Kolozsvár a felhívásra fegyverbe szólította a polgárokat, és felszerelte az erődítményeit. Miután a fejedelem serege vereséget szenvedett Hadadnál, 1563. március 6-án a városi tanács fokozott készültséget rendelt el: „Minden éjre a város nagyobb tornyába az őrök közül kettő rendeltessék, a kik szorgalmasan vigyázzanak s a kürtösnek az őrizésben segítségül legyenek. A céhbelieknek a bíró és senatorok hagyják meg, hogy minden toronyban éjjel-nappal őröket tartsanak, a tornyokat és erődöket ágyúkkal, tarackokkal s minden hadi eszközökkel készítsék fel, különösen porról gondoskodjanak. A mely céhnek nem lesz pora, a bíró keményen büntesse meg. A városon minden ember fegyveres kézzel járjon, de a korcsmákban zajt ne költsenek.”
A háborús idők tanúsága az 1564. május 10-i városi közgyűlés határozata is: „Minthogy a helytartó kívánja, hogy e háborús időben a város szorgalmasan őriztessék s csak egy kapu legyen nyitva, a város azt határozta: a középkapu legyen mindig zárva, a más kettő nyitva, de mindkettőnél két tized polgárság őrködjék s velők egy senator. A kis ajtók közül is a középkapunál levőn kivül egy se legyen nyitva, hanem a csordának, barmoknak a hosszú utcabeli kis kapu reggel-estve nyittassák fel, s akkor is a közelben lakó polgárok közül 6 fegyveresen őrizze. A középkapunál pedig mindig 10 ember álljon őrt s velők egy esküdt polgár. A toronyban éjjel két őr legyen s a külvárosban szintilyen vigyázás legyen éjjelenként. Az őrök fegyveres kézzel, kardosán senkit be ne bocsássanak, hanem ha valamely főember lenne; sereget, tábort annál kevesebbé; ezek a külvárosban szálljanak meg.”
Giorgio Basta kormányzása idején a város több ostromot is átélt: 1601-ben a visszatérni szándékozó Báthory Zsigmond fejedelem, 1603-ban Székely Mózes fejedelem támadta, és tíz napi ostrom után sikerült is bevennie.
A bécsi udvar által Báthory Gábor fejedelem ellen indított Forgách Zsigmond, illetve a hozzá csatlakozott Nagy András vezette hajdúsereg 1611. július 19-én megtámadták Kolozsvárt; 25-én a város megadta magát nekik. A fejedelem azonban a maga pártjára állította Nagy Andrást, és feladatául szabta, hogy toborozzon új sereget és foglalja vissza a várost, amit ez augusztus 31-én meg is tett. Báthory felbőszült a város feladásán, és a visszafoglalás után súlyos sarcokat vetett ki rá. Amikor viszont 1613. október 2-án a tatárok által szorongatott fejedelem a Hója-domb alá húzódva, bebocsátást kért a városba, ezt a választ kapta a sérelmeket nem feledő közgyűléstől: „a régi fejedelmek szép példája szerint cselekedvén a szegény várossal, hadai onnan kivül, jó módjával oltalmazzák meg a várost”.
II. Rákóczi György lengyel hadjárata után a törökök büntető hadjáratot indítottak Erdély ellen. 1658 szeptemberében Kolozsvárt körbezárták, a környéket kirabolták és 30 000 tallér hadisarcot követeltek. Amikor ezt megkapták, a követet foglyul ejtették, és újabb 100 000 tallérra tartottak igényt. 1660 tavaszán újabb fenyítő hadjárat következett: ezúttal Szejdi budai basa szólította fel megadásra a várost. A városi tanács Linczegh János főbírót küldte hozzá követségbe, akit a basa láncra vettetett, és fenyegetésekkel, illetve kegyetlen bánásmóddal arra próbált rászorítani, hogy nyittassa meg a város kapuját. Linczegh azonban így kiáltott be a felvonóhídnál: „Én kéredzem be, kérem, hogy megnyissák a kaput, de ti semmiképen be ne bocsássatok, mert el kell vesznetek.” Linczeghet végül a basa szabadon bocsátotta és megajándékozta, de a török had elvonulása 100 000 tallérjába került a városnak.
1661 augusztusában Kemény János fejedelem német császári csapatok segítségével a törökök ellen indult. Szeptember 16-án a kolozsváriak bebocsátották a sereget három napra, de a német csapatok elvették a városiak fegyvereit, és német őrséget hagytak hátra a városban. 1662-ben I. Apafi Mihály és Kucsuk Mehmed jenei bég vette ostrom alá a várost, de ekkor még nem járt sikerrel. 1664-ben azonban az elmaradt fizetést hiányoló német katonák fellázadtak, tisztjeiket megverték és elűzték, végül Apafi uralma alá került a város.
1686-ban a török-német háború során Kolozsvár a németek támadásától tartva a városi tanács május 6-án a következőket rendelte el: „1. Legyenek strázsamesterek a hostátokban, Hidelvén, Magyar utcában, Közép- és Farkas utcában, Monostor- és Szin utcában; 2. a hostátok külső sánckapuinál levő kalyibáknál 8–8 jól fölfegyverzett ember; 3. a belső kapukon való vigyázásra a város gyalog hadnagya vigyázzon; 4. mind a lovas, mind a gyalog hadnagyok vegyék számba: hol, mennyi fegyveres embert lehet találni; 5. amely lovasoknak nincs lovuk, gyalog szolgáljanak; 6. aki hírt hall, jelentse a kapitánynál; 7. idegen ismeretlen embert sem benn, sem a hostátban házához senki be ne fogadjon; 8. a lajtorjákat a majorokból a városba behozzák.” 1687. október 18-án a város ellenállás nélkül megadta magát Friedrich Veteraninak, Lotaringiai Károly tábornokának. A császári zsoldosok nagy csapást jelentettek a városnak durva viselkedésük és az okozott anyagi terhek miatt. A város parancsnokává Guido von Starhemberg ezredest nevezték ki.
1691-ben a tatárok betörtek Erdélybe és Kolozsvár alá vonultak. A polgárok kimentek a város elé, és harcba bocsátkoztak velük, jelentős veszteséget szenvedve. A külvárosokat ugyan felégette az ellenség, de a várat nem tudták elfoglalni a német helyőrségtől.
1703-ban a Rákóczi-szabadságharc hírére felsőbb utasításra megerősítették a kőfalakat, bástyákat és várkapukat, annak ellenére, hogy a város rokonszenvezett a kurucokkal. 1704. március 7-én a kuruc csapatok a Magyar utca végéig, illetve Hídelvén a Szamos-hídig jöttek fel, a városparancsnok a Magyar-kapu tornyából lövetett rájuk. A kurucok a Kőmálról lőtték a várost, leginkább a Szabók bástyája környékét. A harcok, amelyeket Wass György az utolsó ítélethez hasonlított naplójában, októberig tartottak, amikor Rabutin tábornok felmentő seregei megverték a kurucokat. A városba bevonuló tábornok lerontatta a várfalakat, a kapuk kulcsát magához vette és az őrséget visszavonta.
A szabadságharc alatt Kolozsvár többször gazdát cserélt, végül 1707-ben gróf Károlyi Sándor feladta a várost, de kivonulás előtt a Szabók bástyáját és a szomszédos falakat felrobbantatta, hogy a németek ne tudják használni. A bástyát Georg Kriegbaum császári tábornok állíttatta helyre.
III. Károly uralkodása alatt Kolozsvár védelmi rendszere átalakult: az uralkodó új várat építtetett a Kőmálon. A régi várfalakat kijavíttatták, de a jogoktól megfosztott polgárság már nem érezte kötelességének a fenntartással járó terhek viselését, ezért a katonaság parancsainak és a Főkormányszék rendeleteinek kevés volt a foganatja. Amikor 1734-ben a főkormányszék megkérdezte a városi tanácsot, hogyan lehetne a céheket az erődítmények kijavítására rábírni, a közgyűlés a következő határozatot fogalmazta meg: „mivel a török iránti hűségről lemondás után s a császári felség hűségére téréstől fogva, a bástyák kulcsai a céhektől elvétettek s azok azóta többé azokba be nem bocsáttattak, elpusztulásuk oka nem a város és céhek, nem is kényszeríthetők megcsinálására.”